# Juan Crisóstomo de Arriaga y Balzola
Juan Crisóstomo Jacobo Antonio de Arriaga y Balzola (27 de gener de 1806 – 17 de gener de 1826) fou un compositor basc.

## Vida
Nascut a Bilbao, son pare, Juan Simón de Arriaga, organista a Berriatúa, li va ensenyar els fonaments de la música. El seu talent el va portar a convertir-se en alumne de Faustino Sanz, acreditat violinista. Als onze anys ja compon i representa obres en les societats musicals de Bilbao, fins al punt que, per la seua precocitat, amb posterioritat va rebre el qualificatiu del "Mozart Espanyol" o "Mozart Basc".
Als quinze anys son pare decideix que continue la seua formació en el Conservatori de París, on estudia violí amb Pierre Baillot, harmonia amb François-Joseph Fétis i contrapunt amb Luigi Cherubini. Va ser nomenat professor auxiliar de Fétis el 1824. Va morir a París amb 19 anys, segons sembla d'una malaltia pulmonar.
La seua obra, de la qual només s'havien editat els quartets, va caure en l'oblit fins que a finals del Segle XIX, dins del moviment del nacionalisme musical espanyol i basc, es va convertir en un mite més pel seu immens potencial que per les seues obres acabades. En la seua nativa Bilbao es va construir un teatre amb el seu nom i es va alçar un monument en el seu honor. La seua música no presenta trets de la tradició musical espanyola i més aviat se la pot relacionar amb Haydn i amb el primer Beethoven. Després de la seua mort, amb alguns informes de Fétis com a únic material biogràfic confiable, la història de la vida d'Arriaga va ser mitificada i se li va voler trobar semblances amb Mozart, com ara que va nàixer exactament 50 anys després i va portar el mateix nom (Juan Crisóstomo, com Joannes Chrysostomus Wolfgangus), encara que la coincidència no és estranya, ja que per aquesta època se solia batejar els xiquets amb el nom del sant del dia del seu naixement i la festivitat de Sant Joan Crisòstom se celebrava el 27 de gener. També se li va trobar una precocitat semblant, perquè tocava el violí als 3 anys i va compondre la seua primera òpera als 13.

## Citacions
- Quarteta que el pare d'Arriaga va escriure amb el seu puny i lletra a la partitura de Nada y Mucho, obra per a quintet de corda, guitarra, trompa i piano, composta als 11 anys:

Nada y mucho a la verdad
vale aquesta pequeñez,
nada, por lo que en sí es
mucho, para tierna edad
(No res i molt en veritat,
val aquesta petitesa,
no res, pel que en si és
molt, per a minsa edat.)
  

## Obra
Poques són les obres musicals d'Arriaga que han sobreviscut fins avui, però tot i la seua prematura mort entre elles s'inclou l'obertura de la seua òpera en dos actes Els esclaus feliços, el llibret de la qual va ser obra del cèlebre dramaturg Luciano Francisco Comella. Encara que Arriaga la va completar, l'obertura és l'únic que ha quedat d'ella. Va compondre a més una Simfonia en Re en la qual les tonalitats de re major i de re menor s'alternen tan equilibradament, que no se la pot considerar ni en una ni en una altra tonalitat i, com a úniques obres publicades en vida, tres quartets de corda, que són les seves obres més conegudes.

### Obra religiosa
- Audi benigne
- Missa a quatre veus (perduda)
- Salve Regina (perduda)
- Et vitam ventura, Fuga per a vuit veus (perduda)
- Stabat Mater, Motet per a dos tenors, baix i orquestra (1822)
- O salutaris", Motet per a dos tenors, baix i orquestra de corda (1823)

### Obra instrumental
- No res i molt, OP. 1, (octet) (1817)
- Obertura nonetto, per a petita orquestra, OP. 2 (1818)
- Pàtria, Himne per a cor i orquestra, OP. 3 (1819)
- Càntabres nobles Himne per a cor i orquestra', OP. 4 (1819)
- Marxa militar Per a banda (1819)
- Romança, per a piano (1819)
- Tema variat en quartet, OP. 17 (1820)
- Obertura per a orquestra en re major, OP. 20 (1821)
- Variacions sobre el tema de "L'hongaresa", per a violí amb acompanyament de baix ad libitum, OP. 22 (1821)
- Variacions sobre el tema de "L'hongaresa" , per a quartet de corda, OP. 23 (1822)
- Tres estudis o capritxos, per a piano (1822)
- Tres quartets (1823)
  - Quartet de corda núm. 1 en re menor
  - Quartet de corda núm. 2 en La Major
  - Quartet de corda núm. 3 en Mi bemoll major
- Simfonia en Re per a gran orquestra (c.1824)

### Obres vocals i dramàtiques
- Èdip, ària per a tenor i orquestra. Escena liricodramàtica
- Ermínia. Cantata liricodramàtica per a soprano i orquestra, basada en un episodi del poema "Jerusalem alliberada", de Torquato Tasso.
- Els esclaus feliços, òpera en dos actes (1820)
- Ma tante aurore, Duo per a tenor, baix i orquestra. Escena liricojocosa
- Medea, ària per a soprano i orquestra. Escena liricodramàtica
- Agar en el desert, cantata liricodramàtica per a soprano, tenor i orquestra (1825-1826)